# Боровые террасы
Боровы́е терра́сы — низкие надпойменные террасы, сложенные обычно песками и поросшие сосновым бором.
Наименование «боровые террасы» применяется, главным образом, для террас крупных рек Европейской части России.
Название противопоставляется луговым террасам, как иногда неточно называются поймы — пониженная часть речной долины, затопляемая в половодье или во время паводков. Боровые террасы обычно не затапливаются.
На боровых террасах часто сохраняются археологические памятники стоянок древних людей, так как в поймах они уничтожаются рекой.